# Зимаков, Павел Владимирович
Павел Владимирович Зимаков (1901—1975) — советский химик, специалист в области органической химии, технологии органического синтеза. Заслуженный деятель науки и техники РСФСР, лауреат Сталинской премии.

## Биография
С 1924 года научный сотрудник научно-исследовательского института органической химии и технологии (ГОСНИИОХТ).
Доктор химических наук, профессор, зав. лабораторией НИИ-42.

## Научная деятельность
Разработал:
- технологию производства этиленоксида (1936), гликолей, диоксана, целлозольва и др.,
- технологию и аппаратуру для обезвреживания и утилизации радиоактивных отходов,
- методы получения радиоизотопных источников тока,
- радиационно-химический процесс получения фторопластов.

### Научные труды
- Окись этилена/ П. В. Зимаков, д-р хим. наук. — Москва ; Ленинград : Госхимиздат, 1946 (Москва : 13-я тип. треста «Полиграфкнига»). — 240 с. : черт.; 22 см

## Награды
- Заслуженный деятель науки и техники РСФСР (1974);
- Сталинская премия 2 степени (1947 год) — за научные исследования в области химии окиси этилена и его производных, частично изложенные в монографии «Окись этилена» (1946).